# Назо (народ)
Назо, або Терібе (Tjër Di), — індіанський народ у Панамі та Коста-Риці. В основному його представники живуть на північному заході Панами в провінції Бокас-дель-Торо, на території площею приблизно 1300 квадратних кілометрів, яка включає басейн річки Терібе і частково — річки Сан-Сан.
Чисельність народу становить близько 3000-3500 чоловік. Це один із небагатьох корінних народів Америки, у якого продовжує існувати монархія; крім того, майже всі представники народу досі зберігають свою традиційну релігію — лише дуже мало хто з назо сповідує католицизм. Багато хто з них розмовляє іспанською, але основною мовою спілкування є рідна. Монархія є спадковою, влада передається від батька до сина, але у разі невдоволення монархом інший член королівської сім'ї може висунути свою кандидатуру як претендент на трон у рамках громадського голосування . «Королівство» Назо не визнано панамським урядом, але насправді має відносну автономію .
Мова терибе має писемність на латинській графічній основі.
| A a | Ã ã | Ä ä | B b | Ch ch | D d | E e | Ẽ ẽ | Ëë | G g | Gw gw | I i | Ĩ ĩ | J j | K k | Kw kw | L l | Ll ll | M m | N n | Ñ ñ | O o | Õ õ | Ö ö | P p | R r | S s | Sh sh | T t | U u | Ũ ũ | W w | Y y | Z z |